# Диана Шошоака
Диана Йованович-Шошоака (на румънски: Diana Iovanovici-Șoșoacă) е румънска адвокатка и политик. От 2020 г. е сенатор в горната камара на румънския парламент, от 2022 г. е лидер на партията „SOS Румъния“, а от 2024 г. е депутат в Европейския парламент.  
Бащата на Йованович е родом от Скопие, а самата тя твърди, че дядо ѝ е участник в битката при Сталинград. Известна е с екстравагантното си поведение и прояви. В първия ден от пленарната сесия в парламента на ЕС в Страсбург Шошоака покрива лицето си с намордник в знак на протест по време на встъпителната реч на Урсула фон дер Лайен.
На 1 декември 2024 г. на парламентарните избори партията, на която е начело, прескача избирателната бариера от 5% и влиза в двете камари на румънския парламент.